# El·lisita
L'el·lisita és un mineral de la classe dels sulfurs. Rep el seu nom del Dr. A. J. Ellis, de la divisió de Química del Departament d'Investigació Científica i Industrial (DSIR) de Nova Zelanda.

## Característiques
L'el·lisita és un sulfur de fórmula química Tl₃AsS₃. Cristal·litza en el sistema trigonal. La seva duresa a l'escala de Mohs és 2.
Segons la classificació de Nickel-Strunz, l'ellisita a "02.JC: Sulfosals de l'arquetip PbS, derivats de la galena, sense Tl» juntament amb els següents minerals: gillulyita, galenobismutita i nakaseïta.

## Formació i jaciments
Va ser descoberta l'any 1979 a la mina d'or de Carlin, a Elko, al districte de Lynn del comtat d'Eureka (Nevada, Estats Units). També ha estat trobada al dipòsit de tal·li i arsènic de Nanhua, al comtat homònim de la prefectura autònoma de Chuxiong Yi, a la Xina.